# Золотой франк
Золотой франк — расчётная единица Банка международных расчетов с 1930 года до 1 апреля 2003 года. Код ISO 4217 — XFO. Заменён на специальные права заимствования.

## История
Первоначально золотой франк был основан на швейцарском франке и остался основанным на стоимости золота, содержавшегося в швейцарском франке (0,290 грамма чистого золота), после того, как швейцарский франк отошёл от золотого стандарта.
Золотой франк был использован в англо-французском кондоминиуме Новые Гебриды (сейчас Вануату) в качестве валюты, в которой почтовая служба номинировала свои почтовые марки. Это вносило определённую путаницу, так как в нормальной торговле на Новых Гебридах использовались австралийский доллар и новогебридский франк.

## Инициатива введения золотого франка в современной Швейцарии
9 марта 2011 года в Национальный Совет Швейцарии депутатом Томасом Щулером была внесена парламентская инициатива по введению дополнительной денежной единицы в Швейцарии — так называемого золотого франка. Она стала частью кампании «За здоровую валюту», которую ведет правая Швейцарская народная партия.